# Bogusław Kaczmarek (polityk)
Bogusław Kaczmarek (ur. 23 września 1957 w Gdańsku) – polski polityk, menedżer, poseł na Sejm II kadencji.

## Życiorys
Ukończył studia na Wydziale Prawa i Administracji Uniwersytetu Gdańskiego. Należał do Solidarności Pracy, z której bezskutecznie kandydował do Sejmu w 1991. Następnie został członkiem Unii Pracy i z ramienia tej partii w latach 1993–1997 sprawował mandat posła II kadencji z okręgu gdańskim. W 1997 nie uzyskał reelekcji. Odszedł z UP w 1998 razem z Ryszardem Bugajem, działał w zorganizowanym przez niego ugrupowaniu Forum Polska Praca. W 2007 bez powodzenia kandydował do Sejmu z listy Polskiego Stronnictwa Ludowego, a w 2018 bezskutecznie startował do Rady Miasta Gdańsk z listy lokalnego komitetu.
Związany ze spółdzielczymi kasami oszczędnościowo-kredytowymi. Zasiadał we władzach Stowarzyszenia Krzewienia Edukacji Finansowej.